# All I Ask
Az All I Ask Adele angol énekes-dalszerző dala a 25 (2015) című harmadik stúdióalbumáról. A dalt Adele, Bruno Mars, Philip Lawrence és Christopher Brody Brown írta, a produkciót a The Smeezingtons készítette. A zongorával kísért popos ballada arról szól, hogy az énekesnő egy utolsó éjszakát szeretne eltölteni a párjával, mielőtt a kapcsolatukat lezárnák.
Az All I Ask egyöntetű elismerést kapott a zenei kritikusoktól, akik dicsérték a dalszöveget, a produkciót és Adele énekesi teljesítményét. A szám a 41. helyen végzett az Egyesült Királyság kislemezlistáján és a 77. helyen az amerikai Billboard Hot 100-on. Dél-Koreában, Finnországban, Franciaországban és Ausztráliában a 17., 21., 66. és 65. helyen szerepelt. A Music Canada (MC) platina minősítést adott neki, a Brit Hanglemezgyártók Szövetsége (BPI) pedig aranyat. Adele több showműsorban is előadta élőben, többek között a The Ellen DeGeneres Show-ban és az 58. Grammy-díjátadón, mindkettő 2016 februárjában történt. Adele Live 2016 elnevezésű turnéja során is előadta a dalt néhány koncerten.

## Háttér és produkció
Bár Bruno Marsnak egy „nagy, dívás, balladás dolog” lebegett a szeme előtt, ő és Adele elkezdtek dolgozni a harmadik stúdióalbumához, a 25-höz (2015) készült felvételeken, és kezdetben egy tempós dalt próbáltak létrehozni. Amikor a duó elkezdett írni, Adele folyton azt hajtogatta, hogy „ezt nem akarom, ezt nem szeretem”, mígnem eljátszottak néhány akkordot, ami tetszett neki, és megszületett az All I Ask. Mars szerint, mint a Jurassic Park című 1993-as film egyik jelenetében, Adele megrezegtette a vizet, miközben felvette a dalt egy stúdiófülkében. Hasonlóan a dal hangmérnöke, Charles Moniz szerint Adele vokálja miatt egy asszisztens a felvétel közben elejtett egy csésze teát, mondván, hogy „azt hitte, hogy kész van, de a lány egy hatalmasat énekelt”. Adele az All I Ask vokálját tartja a „legmutatósabbnak”. Adele és Mars nem értett egyet a „Take me by the hand while we do what lovers do” szöveggel kapcsolatban, de Mars később meggondolta magát, és azt mondta, hogy a „lovers” „a nagy szó, ami nagyobbá teszi a dalt, mert senki sem mondja ki. Mert senki nem beszél így, ez kipattan”. A dalt két felvétel alatt fejezték be. Adele megjegyezte: „Eltudod képzelni, milyen jól szórakoztunk Brunóval, amikor ezt készítettük?”.
Az All I Ask-t Adkins, Mars, Philip Lawrence és Christopher Brody Brown írta, a produkciót a The Smeezingtons készítette. Brown és Greg Phillinganes zongorázott, Moniz pedig Jacob Dennis mérnökasszisztenssel közösen hangszerelte a számot. Tom Elmhirst a Greenwich Village-i Electric Lady Studiosban keverte az All I Ask-ot, a keverés asszisztense Joe Visciano volt. A maszterelést Tom Coyne és Randy Merrill végezte, a vinyl változaton pedig Ryan Smith dolgozott.

## Kompozíció
Az amerikai énekes-dalszerző Billy Joel által inspirált dalban a zongora az egyetlen hangszer. Ez egy szentimentális szerelmes ballada, amely a melankólia témáját tárgyalja, „szép, gyors zongora akkordokat” használva. Az énekesnő arra kéri szerelmét, hogy töltsön vele egy utolsó éjszakát, mielőtt elválnak útjaik. A kapcsolat végét „olyan érzéssel dolgozza fel, mintha lassított felvétel lenne” a Rolling Stone írója, Jon Dolan szerint. Az All I Ask E-dúr hangnemben íródott (és a harmadik refrénnél F-dúrra vált), 71 ütés/perc tempóval, és a versszakokban az E–G♯m–Asus2–B akkordmenetet követi, az énekesnő hangterjedelme pedig E3-tól D5-ig terjed. Holly Gleason, a Paste munkatársa szerint a dal egy utolsó együttlétről szól, hozzátéve, hogy felhívásként szolgál arra, hogy haladjunk tovább, de „maradjunk a pillanatban és élvezzük ki teljesen” egy darabig.
Neil McCormick a The Telegraph-tól úgy jellemezte a dalt, mint egy „mély, rezonáns zongoraballadát”. A Mic munkatársa, Liz Rowley azt írta, hogy a dal „az elveszett szerelem elfogadásának szilárd érzésével hagyja a hallgatót, és tisztázza a lemondással járó rettenetes véglegességet”, hozzátéve, hogy „olyan érzelmi síkra érkezik, amely lesújtó, mégis teljesen átélhető”. Tom Breihan a Stereogumtól az All I Ask-t „sírósnak” nevezte, és Barbra Streisand amerikai énekesnő munkásságához hasonlította. Leah Greenblatt az Entertainment Weeklynek írva a dalt „csodálatos zongoraballadaként” és „klasszikus szerzeményként” jellemezte, amelyet „a méltóságteljes produkció és a moll-melankólia jár át”.

## A kritikusok értékelései
Az All I Ask széleskörű elismerést kapott a zenekritikusoktól. Sarah Rodman a The Boston Globe-tól „egy 11 órai szám nagy durranásának” nevezte, amely a „panaszos” és a „felemelő” közötti átmenetet jelenti. Chris Gerard a PopMatters számára írva a dalt egy „parádés csúcspontnak” és egy „gyönyörű balladának” nevezte, Adele énekesi teljesítményét pedig „lenyűgözőnek”, de megjegyezte, hogy „van benne egy kis abból a nyálasságból, ami gyakran megfertőzi a szerelmes balladákat”. Jon Caramanica, a The New York Times munkatársa az All I Ask című dalt 2015 ötödik legjobb dalaként tartotta számon. Dicsérő kritikájában érezhető fokozatváltást figyelt meg, és „mesterműnek” nevezte a dalt, hozzátéve, hogy „még a legendánál is nagyobb”. Natalie Finn, az E! munkatársa úgy vélte, hogy a dal szövege, „It matters how this ends / cause what if I never love again?” („Nem mindegy, hogyan végződik ez / mert mi van, ha soha többé nem szeretek?”), a 25-ön a legérzelmesebb.
A Vanity Fair munkatársa, Josh Duboff úgy vélte, hogy a hallgató a legnagyobb valószínűséggel „a zuhany alatt újra és újra elénekli az All I Ask-ot”. Christina Garibaldi az MTV-től „a kétségbeesés dalának” nevezte, hozzátéve, hogy „annyira érzelmes”, hogy a hallgató „érzi, ahogy Adele szíve millió darabra törik”. Az Entertainment Weeklynek írva Leah Greenblatt úgy vélte, hogy a dal „klasszikus ... átitatva a tekintélyes produkciótól és a moll-melankóliától”, amely megerősítette, hogy Adele nem ugyanaz, mint az előző albumán, „aki kiönti elporladt szívének fájdalmát”, hanem valaki, aki képes kapcsolódni a „gyengéd érzelmekhez”. 2018 májusában Chuck Arnold a Billboard számára Adele nyolcadik legjobb dalának rangsorolta a dalt, „ütős balladának” nevezve azt, mondván, Adele „egy vokális fenevad végig”.

## Kereskedelmi teljesítmény
A 25 megjelenését követően az All I Ask a francia kislemezlista 66. helyén debütált. A skót kislemezlistán a 60. helyen debütált, a Billboard Hot 100-on pedig a 77. helyen. A 2016. januári Carpool Karaoke előadását követően, a dal az ausztrál Singles Chart 65. helyére, a finn Download Chart 21. helyére, az ír Singles Chart 93. helyére és a brit Singles Chart 41. helyére került.. Ezt követően új csúcsra emelkedett a skót kislemezlistán, a 12. helyig jutott. A kanadai digitális dalok listáján az All I Ask 2016 márciusában a 34. helyig jutott. A dal a holland Digital Songs charton a nyolcadik helyen tetőzött. A svéd Digital Songs listán a kilencedik helyig jutott. Az All I Ask ezt követően az ötödik helyet érte el az Egyesült Királyság Indie Songs chartjának 2016. január 22-i kiadásán. A Music Canada (MC) és a Brit Hanglemezgyártók Szövetsége (BPI) platina minősítést adott neki.

## Élő előadások és feldolgozások

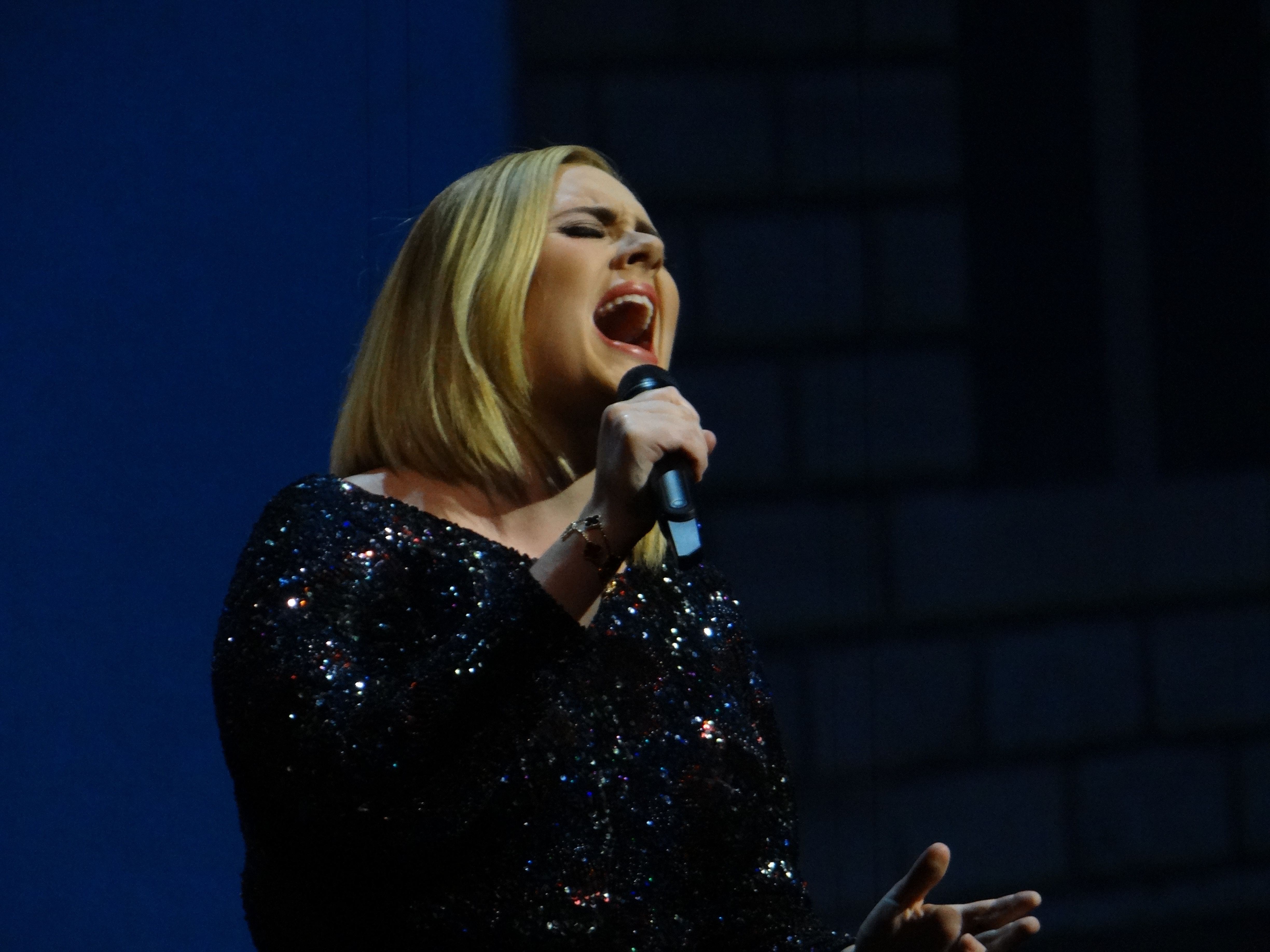
Adele előadás közben a Bridgestone Arénában a Tennessee állambeli Nashville-ben az Adele Live 2016 turnéja alatt

Adele először az Adele Live in New York City című koncertjén adta elő a dalt, amelyet 2015. november 17-én rögzítettek a Radio City Music Hallban, és 2015. december 14-én sugárzott az NBC. Lily Karlin a Huffington Post pozitív kritikájában „őszintén hihetetlennek” és „korszakalkotó” előadásnak nevezte. Alyssa Bailey az Elle-től „lélegzetelállítónak” írta le az előadást, és azt mondta, hogy a hallgatót „el fogja kápráztatni” Adele hangja. A The Late Late Show with James Corden egyik 2016. januári epizódja során Adele az All I Ask című dalt a Carpool Karaoke-szegmensben adta elő.
A dalt 2016. február 15-én előadta az 58. Grammy-díjátadón, ahol hangproblémák adódtak a zongoramikrofonok által. Az esetre reagálva magyarázatot tett közzé a Twitteren: „A zongoramikrofonok ráestek a zongorahúrokra, ezért volt a gitárhang. Ettől szólt hamisan”. Neil Portnow, a Recording Academy elnöke vállalta a felelősséget a problémáért, kijelentve, hogy „ez mind a mi problémánk volt”. Két nappal később Adele az All I Ask című dalt adta elő a The Ellen DeGeneres Show-ban. Ez az előadás jó fogadtatásban részesült. A Rappler azt írta, hogy Adele „tarolt” vele Ellennél. Ella Ceron a Teen Vogue-tól osztotta ezt a véleményt, azt írta, hogy „természetesen lenyűgözi”, és hozzátette, hogy a dalt azzal az erővel és érzelemmel adta elő, „amit elvárunk tőle”. Sarene Leeds, a The Wall Street Journal munkatársa azt írta, hogy az énekesnő a közönség szemében „megváltotta” magát a „lenyűgöző előadással”.
Adele Live 2016 elnevezésű turnéja során is előadta a dalt néhány koncerten. Bruno Mars és zenekara, a Hooligans 2016. november 2-án a BBC Radio 1 Live Lounge című műsorában feldolgozta a dalt. Ez utóbbi előadást jelölték a 2017-es iHeartRadio Music Awards-on A legjobban feldolgozott dal kategóriában.

## Közreműködők
Közreműködők listája a 25 albumfüzete alapján.
Helyszínek
- Felvétel: Glenwood Recording Studios, Burbank, Kalifornia
- Keverés: Electric Lady Studios, Greenwich Village, New York.

Közreműködők
| - Adele – dalszerzés, vokál - Bruno Mars – dalszerzés, producer - Philip Lawrence – dalszerzés, producer - Christopher Brody Brown – dalszerzés, zongora - Greg Phillinganes – zongora - The Smeezingtons – producer - Charles Moniz – hangmérnök | - Jacob Dennis – hangmérnök asszisztens - Tom Elmhirst – hangkeverés - Joe Visciano – keverő asszisztens - Tom Coyne – maszterelés - Randy Merrill – maszterelés - Ryan Smith – bakelit maszterelés |

## Helyezések
| Lista (2015–2021)                         | Legjobb helyezés |
| ----------------------------------------- | ---------------- |
| Ausztrália (ARIA)                         | 65               |
| Kanada (Hot Canadian Digital Songs)       | 34               |
| Finnország (Latauslista)                  | 21               |
| Franciaország (Single Top 100)            | 66               |
| Global 200 (Billboard)                    | 110              |
| Írország (IRMA)                           | 93               |
| Hollandia digitális dalok (Billboard)     | 8                |
| Skócia (Scottish Singles Top 40)          | 12               |
| Dél-Korea nemzetközi dalok (Gaon)         | 17               |
| Svédország digitális dalok (Billboard)    | 9                |
| Svédország Heatseeker (Sverigetopplistan) | 9                |
| Egyesült Királyság (UK Singles Chart)     | 41               |
| Egyesült Királyság (UK Indie Chart)       | 5                |
| US Billboard Hot 100                      | 77               |

## Minősítések és eladási adatok
| Régió                                                            | Minősítés  | Eladott példányszám |
| ---------------------------------------------------------------- | ---------- | ------------------- |
| Brazília (Pro-Música Brasil)                                     | arany      | 30 000‡             |
| Kanada (Music Canada)                                            | 2× platina | 160 000‡            |
| Dánia (IFPI Denmark)                                             | arany      | 45 000‡             |
| Portugália (AFP)                                                 | arany      | 10 000‡             |
| Spanyolország (PROMUSICAE)                                       | arany      | 20 000‡             |
| Egyesült Királyság (BPI)                                         | platina    | 600 000‡            |
| ‡ Eladási+streaming példányszámok kizárólag a minősítés alapján. |            |                     |

## Fordítás
Ez a szócikk részben vagy egészben  az   All I Ask című angol Wikipédia-szócikk fordításán alapul.  Az eredeti cikk szerkesztőit annak laptörténete sorolja fel. Ez a jelzés csupán a megfogalmazás eredetét és a szerzői jogokat jelzi, nem szolgál a cikkben szereplő információk forrásmegjelöléseként.